# Mélody Benhamou
Mélody Benhamou (* 31. März 1983 in Guadeloupe) ist eine französische Beachvolleyballspielerin. Sie ist zweifache französische Meisterin.

## Karriere
Nach einem siebten Rang bei den kanadischen Championships 2009 mit Guylaine Dumont wechselte die in der Karibik geborene Sportlerin zu Déborah Giaoui, mit der sie in der folgenden Saison ihr erstes internationales Turnier beim Grand Slam in Gstaad spielte und anschließend Fünfte bei den Titelkämpfen ihres Heimatlandes wurde. Ein Jahr später gewannen die beiden die Meisterschaft, ein Erfolg, den sie 2011 wiederholen konnten. Bei der EM im gleichen Spieljahr in Kristiansand kamen Benhamou/Giaoui nicht über die Vorrunde hinaus, obwohl sie in ihrer Gruppe punktgleich mit zwei anderen Teams waren. Beste Platzierung der beiden Französinnen bei der FIVB World Tour in den drei gemeinsamen Spielzeiten war ein siebzehnter Platz bei den Open 2011 in Québec.
Mit Julie Rodrigue ging Mélody Benhamoud drei Jahre später ans Netz und belegte 2015 bei den kanadischen Meisterschaften den Bronzerang. Weitere sieben Spielzeiten später startete die inzwischen Neununddreißigjährige erneut in der Weltserie der FIVB und erreichte mit Manon Rebuffel in der Beach Pro Tour 2023 Achtungserfolge bei den Futures in Neuseeland und Australien mit dem fünften und dem neunten Rang.